# Liste des maires de Waterloo (Ontario)
Cette liste recense les reeves et maires de Waterloo, Ontario, Canada. Waterloo est un village incorporé en 1857, devient une ville en 1876 et une city en 1948.

## Village de Waterloo
Préfets :
- Moses Springer, 1857–1862
- Daniel Snyder, 1862
- John Hoffman, 1863–1866
- Moses Springer, 1867–1869
- George Randall, 1870–1872
- Moses Springer, 1873–1876

## Ville de Waterloo
- Moses Springer, 1876–1877
- George Randall, 1878
- Christian Kumpf, 1879–1880
- Benjamin Devitt, 1881–1883
- George Moore, 1884
- William Snider, 1885–1886
- Jacob Conrad, 1887
- Christian Kumpf, 1888–1889
- George Moore, 1890
- William Snider, 1891–1892
- Walter Wells, 1893
- Robert Y. Fish, 1894
- Simon Snyder, 1895–1897
- Jeremiah B. Hughes, 1898
- George Diebel, 1899–1900
- David Bean, 1901–1903
- Jacob Uffelmann, 1904–1905
- Edward F. Seagram, 1906–1907
- John Fischer, 1908
- Andrew Weidenhammer, 1909
- Levi Graybill, 1910–1911
- John B. Fischer, 1912–1913
- John R. Kaufman, 1914–1915
- William L. Hilliard, 1916–1917
- William H. Kutt, 1918–1919
- Daniel Bohlender, 1920–1921
- William G. Weichel, 1922–1923
- William Henderson, 1924–1925
- William D. Brill, 1926–1928
- Louis F. Dietrich, 1929–1930
- William Uffelman, 1931
- Daniel Bohlender, 1932
- Walter W. Frickey, 1933–1934
- Henry E. Ratz, 1935–1936
- Wes McKersie, 1937–1940
- William D. Brill, 1941–1942
- Frank B. Relyea, 1943
- Albert R. Heer (en), 1944–1946
- Wilfred L. Hilliard (en), 1947

## Cité de Waterloo
- Wilfred L. Hilliard (en), 1948
- Vernon Bauman, 1949–1951
- Donald A. Roberts, 1952–1953
- Frank N. Bauer, 1954–1955
- Leo J. Whitney, 1956–1957
- Harold Paikin, 1958–1959
- James S. Bauer, 1960–1965
- Arthur C. Paleczny, 1966–1967
- Donovan P. Meston, 1968–1974
- Herbert A. Epp, 1975–1977
- Marjorie Carroll (en), 1978–1988
- Brian Turnbull, 1988–1997
- Joan McKinnon, 1997–2000
- Lynne Woolstencroft, 2000–2003
- Herbert A. Epp, 2003–2006 (2)
- Brenda Halloran, 2006–2014
- Dave Jaworsky (en), 2014–2022
- Dorothy McCabe, 2022-actuel